# Polska Love Serenade
Polska Love Serenade ist ein deutscher Spielfilm von Monika Anna Wojtyllo. Die deutsch-polnische Weihnachtskomödie hatte im Januar 2008 ihre Premiere auf dem Filmfestival Max-Ophüls-Preis.

## Handlung
Anna aus Berlin hat die Absicht, sich ihren schrottreifen Golf in Polen klauen zu lassen. Die Versicherungsprämie soll ihr Weihnachtsgeschenk sein. In Polen lernt sie den Junganwalt Max Löwenberg kennen, der im Auftrag seines Chefs und Vaters untersuchen soll, ob man das Haus des verstorbenen schlesischen Großvaters zurückklagen kann. Zusammen erleben Anna und Max etliche Abenteuer.

## Kritiken
- „Rechnet respektlos mit Vorurteilen ab.“ (TV Spielfilm)[2]

- „Die Regisseurin nimmt sich dem Thema der Völkerverständigung aus einer erfrischenden Perspektive an. Ihr Humor ist nicht immer politisch korrekt, meist zitieren die Witze verbreitete Vorurteile über Deutsche und Polen. Die dargestellten Charaktere flachen jedoch schnell zu Witzfiguren ab, da keine ernsthafte Auseinandersetzung mit dem stereotypen Denken stattfindet. Das natürliche Spiel der beiden Hauptdarsteller sorgt für einige humorvolle Momente und verleiht ihren Figuren ansatzweise Tiefe. Der allgemeine Eindruck der Langeweile bleibt dennoch. Die Musik ist eine bunte Mischung der polnischen Musikszene und verleiht der Komödie einen gewissen Charme.“ (Filmreporter.de)[3]

## Auszeichnungen
- 2008: Nominierung für den Max Ophüls Preis

## Trivia
- Polska Love Serenade war die Abschlussarbeit der Regisseurin Monika Anna Wojtyllo an der Hochschule für Film und Fernsehen Potsdam.